# Özlem Özdil
Özlem Özdil (* 1979 in Hannover) ist eine Sängerin auf der Saz.

## Leben und Karriere
Özlem Özdil ist die Tochter des Volkssängers Dursun Özdil. In jungen Jahren bekam sie Sazunterricht von ihrem Vater. Als noch unbekannte Sängerin nahm sie an verschiedenen Konzerten teil. Bei einem Konzert in Deutschland lernte sie den jungen Sänger Hasret Gültekin kennen.
Ihr erstes Album unter dem Namen Uzaklarin Türküsü veröffentlichte sie 1996. Den Durchbruch ihrer Karriere schaffte sie zwei Jahre später, als sie mit dem berühmten Sänger Musa Eroğlu zusammenarbeitete.
Im Jahr 1998 veröffentlichte sie das Album Yürü Be Haydar. Durch ihren Erfolg arbeitete sie unter anderem mit Musa Eroğlu, Güler Duman, Cetin Akdeniz und Güray Hafiftas zusammen. 2007 veröffentlichte sie mit Güler Duman ihr Album Yollarına Kar mı Yağdı. 

## Diskografie

### Alben
- 1996: Uzaklarin Türküsü
- 1998: Yürü Be Haydar
- 2000: Gönlüm Daglarda
- 2004: Zamansız Yağmur
- 2006: Yollarına Kar Mı Yağdı (mit Güler Duman)
- 2012: Hoy Nani

### Singles (Auswahl)
- 1996: Kainatın Anasıyım
- 1998: Yürü Be Haydar
- 2000: Gönlüm Daglarda
- 2000: Medet Ya Ali
- 2015: Candan İleri (mit Çetin)